# Alberto Espínola Marcos
Alberto Espínola Marcos (València, 1986), més conegut com a Espínola, és un exjugador professional de pilota valenciana, mitger en la modalitat d'Escala i corda, en nòmina de l'empresa ValNet. Ha jugat a l'equip de Beniparrell com a punter, en la primera categoria de la modalitat Galotxa. També excerceix de fisioterapeuta i tracta a altres pilotaris.
Va debutar el 2003 al trinquet de Pelayo (València). També ha estat el fisioterapeuta de la Selecció Valenciana.

## Palmarés
- Escala i corda:
  - Campió Trofeu Juvenil Hnos. Viel
- Frontó:
  - Campió Trofeu President de la Diputació de València: 2006, 2007[4]
  - Subcampió del Trofeu President de la Diputació de València: 2008 i 2009
  - Campió Trofeu Platges de Moncofa: 2007
  - Campió Trofeu Juliet d'Alginet: 2006 i 2007
  - Subcampió de l'Obert d'Albal: 2007, 2008, 2009 i 2010[5]
- Galotxa:
  - Subcampió Trofeu el Corte Inglés
  - Campió Edicom Interpobles 2011 Beniparrell